# Relhania garnotii
Relhania garnotii là một loài thực vật có hoa trong họ Cúc. Loài này được (Less.) K.Bremer miêu tả khoa học đầu tiên năm 1976.